# Castle Rock (Garrison)
Castle Rock è una storica tenuta di campagna appartenuta all'ex-presidente dell'Illinois Central Railroad William H. Osborn e situata a Garrison nello stato di New York. L'austera residenza, costruita in cima al colle con lo stesso nome, domina la sottostante vallata in cui scorre il fiume Hudson, della quale è uno dei siti più riconoscibili.

## Storia
Nel 1855 Osborn visitò le alture dell'Hudson, attratto dalle bellezze naturali dell'area. Il posto gli piacque così tanto che decise di acquistarvi dei terreni, sui quali nel 1881 venne completata la sua residenza. Osborn vi visse fino alla sua morte, sopraggiunta nel 1894, dedicando il suo tempo e il suo denaro ad attività filantropiche nell'area di New York.
Ancora oggi, sebbene i terreni della tenuta siano aperti agli escursionisti, la proprietà rimane privata.